# Ministerio de las Mujeres, Géneros y Diversidad
El Ministerio de las Mujeres, Géneros y Diversidad de Argentina fue un ministerio dependiente del Poder Ejecutivo Nacional a cargo de la política de género del país.
Fue creado bajo la presidencia de Alberto Fernández el 10 de diciembre de 2019, a través del Decreto 7/2019 que modificó la Ley de Ministerios, trasfiriéndose las competencias del Instituto Nacional de las Mujeres (INAM), ente descentralizado creado a su vez por el presidente Mauricio Macri en 2017 en el ámbito del Ministerio de Desarrollo Social.
El 10 de diciembre de 2023 fue disuelto por el Decreto 8/2023del presidente Javier Milei. Las funciones del ministerio disuelto fueron asignadas a la Subsecretaría de Protección contra la Violencia de Género, que fue inicialmente ubicada en el Ministerio de Capital Humano, luego trasladada al Ministerio de Justicia, y finalmente disuelta el 6 de junio de 2024.

## Historia
Como antecedente al Ministerio de las Mujeres, Géneros y Diversidad se encuentra el Consejo Nacional de la Mujer (luego Consejo Nacional de las Mujeres), creado en 1992 por decreto n.º 1426 del 7 de agosto de ese año del entonces presidente Carlos Saúl Menem. Posteriormente en 2017 ese consejo fue suprimido y sustituido por el Instituto Nacional de las Mujeres (decreto n.º 698 del 5 de septiembre de 2017 del entonces presidente Mauricio Macri). En 2019 por decreto n.º 7 del entonces presidente Alberto Fernández se creó el Ministerio de las Mujeres, Géneros y Diversidad. Finalmente, el 10 de diciembre de 2023 el actual presidente Javier Milei redujo de 18 a 9 los ministerios de su gabinete, eliminando 9, incluido el Ministerio de la Mujer.

## Gestión
Durante el período de diciembre de 2019 a diciembre de 2022, el Ministerio reportó más de 357,000 consultas atendidas por violencia de género desde la Línea 144, apoyo a 665 familiares de víctimas de femicidios y capacitación a alrededor de 15,000 funcionarios estatales en la Ley Micaela, la cual aborda los derechos de la mujer.
Además, según el sitio web del Ministerio, se llevaron a cabo más de 2400 sesiones de capacitación para la prevención de la violencia de género en varios entornos, incluyendo ámbitos estatales, empresariales, deportivos y mediáticos así como también se brindó asistencia económica directa a más de 258.000 mujeres y LGBTI con el programa Acompañar. 

## Estructura
La estructura del ministerio fue la siguiente:
- Secretaría de Políticas de Igualdad y Diversidad
  - Subsecretaría de Políticas de Igualdad
  - Subsecretaría de Políticas de Diversidad
- Secretaría de Políticas contra la Violencia por Razones de Género
  - Subsecretaría de Abordaje Integral de la Violencia por Razones de Género
  - Subsecretaría de Programas Especiales contra la Violencia por Razones de Género
- Subsecretaría de Formación Investigación y Políticas Culturales para la Igualdad

## Competencias
De acuerdo a la Ley 22 520, las competencias del ministerio eran «asistir al Presidente de la Nación, y al Jefe de Gabinete de Ministros en orden a sus competencias, en todo lo inherente a las relaciones humanas respecto del diseño, ejecución y evaluación de las políticas públicas nacionales en materia de políticas de género, igualdad y diversidad…» Los dos ejes principales incluyen la prevención y erradicación de las violencias de género, con enfoque en la asistencia a las víctimas. El segundo se enfoca en las políticas públicas nacionales destinadas a impulsar la impulsar la autonomía de las mujeres y las personas LGTBI+

## Programas
En mayo de 2023 se lanzó el plan «Menstru.Ar» que busca lograr el acceso universal a productos de higiene femenina en las comunidades carenciadas.

## Presupuesto
Tuvo un presupuesto asignado para el año 2020 de $ 545.485.282, de los cuales  $ 384.426.492,00 fueron para gastos de personal. El presupuesto aprobado para 2021 es de $ 6.204.800.623.

## Nómina de Ministros
| N.º | Ministra                | Periodo                                      | Presidente        |
| --- | ----------------------- | -------------------------------------------- | ----------------- |
| 1   | Elizabeth Gómez Alcorta | 10 de diciembre de 2019-6 de octubre de 2022 | Alberto Fernández |
| 2   | Ayelén Mazzina          | 13 de octubre de 2022-7 de diciembre de 2023 | Alberto Fernández |

## Controversias
- En 2021 la diputada nacional Roxana Reyes, de la Unión Cívica Radical (UCR), cuestionó la creación dentro del Ministerio del Consejo Federal para el Abordaje de Femicidios, Travesticidios y Transfemicidios, con el argumento de que no era necesario para prevenir este tipo de asesinatos.[22]
- El 14 de enero de 2020, el sitio español El Disenso, del político de derecha Santiago Abascal, líder del partido político Vox, publicó una nota crítica contra el Gobierno argentino, cuestionando la transferencia de una partida presupuestaria de 240 millones de pesos (3,8 millones de dólares) incluida en el rubro ‘Defensa y Seguridad’, como presupuesto inicial del recién creado Ministerio de la Mujer, Géneros y Diversidad.[23] El sitio Chequeado explicó que dicha reasignación de fondos era legal.[24]
- El 9 de febrero de 2021 el sitio El Sol de Mendoza criticó que el Ministerio estuviera preparando una licitación anual para proveer servicios de catering y café a los eventos.[25] Finalmente la licitación no fue realizada.[26]
- La decisión del presidente Milei de suprimir el Ministerio de la Mujer en diciembre de 2023 y el ente contra la discriminación (INADI), también causó controversias. Milei clausuró dichas reparticiones con el argumento de que era necesario para reducir el gasto del Estado, que eran ineficientes y que tenían objetivos ideológicos, relacionados con el enfoque de género y los Objetivos 2030 de las Naciones Unidas. [27][28][29][30][31]
- El periódico español El País, cuestionó a Milei por cerrar el Ministerio, dejar a las mujeres sin protección frente a la violencia machista y desmantelar en seis meses de gestión décadas de políticas feministas y de género en Argentina.[32][33]